# 大神雄子
大神雄子（日语：／ Ōga Yūko，1982年10月17日—），日本女子篮球运动员，现效力于女子日本篮球联盟JX向日葵队，司职控球后卫。她曾效力于WNBA联盟的凤凰城水星队。